# Porto (San Daniele Po)
Sommo con Porto o Porto è una frazione del comune cremonese di San Daniele Po posta a sudovest del centro abitato.

## Storia
La località "Porto" era un piccolo villaggio agricolo di antica origine del Contado di Cremona con 60 abitanti a metà Settecento, più volte danneggiato dalle piene del Po.
In età napoleonica, dal 1810 al 1816, Porto con Sommo fu già frazione di San Daniele Po, ma recuperò l'autonomia con la costituzione del Regno Lombardo-Veneto, quando gli fu aggregato un pezzo di territorio già parmigiano che aveva cambiato sponda fluviale in seguito alle alluvioni, cui si aggiunse nel 1823 il municipio soppresso di Santa Margherita.
Nel 1829 gli austriaci decisero però di sopprimere definitivamente il comune di Porto con Sommo annettendolo a quello di San Daniele Po.